# خالد لبهيج
خالد لبهيج هو لاعب كرة قدم مغربي من مواليد 27 ديسمبر 1985 بمدينة وجدة، يشغل مركز وسط دفاعي في نادي الاتحاد الإسلامي الوجدي.

## إنجازاته
الوداد البيضاوي :
- الدوري المغربي الممتاز : اللقب 2010

## روابط خارجية
- خالد لبهيج على موقع قاعدة بيانات كرة القدم.إي يو (الإنجليزية)